# NOT A HOTEL
NOT A HOTEL株式会社（ノットアホテル）は東京都渋谷区に本社を置く日本の企業。ホテルと住宅を兼ねる「NOT A HOTEL」を企画・販売・運営する。2020年に設立された。

## 沿革
2020年4月に濵渦伸次がNOT A HOTEL株式会社を設立。2021年9月にECサイトを開設し、第一弾として宮崎県宮崎市の「NOT A HOTEL AOSHIMA」及び栃木県大田原市の「NOT A HOTEL NASU」の販売を開始した。2022年10月に約20億円の資金調達を行う。2022年11月に「NOT A HOTEL AOSHIMA」を、2022年12月に「NOT A HOTEL NASU」を開業した。2023年1月に東京都内にオーナー及び会員向けの2拠点を、同年11月には福岡県福岡市に拠点を開業した。2024年4月に群馬県嬬恋村に拠点を開業した。

## NOT A HOTEL
NOT A HOTELはホテルと分譲型別荘、住宅を兼ねる物件である。1棟単位だけでなく30日単位での購入が可能な点や、不在時にはホテルとして貸し出すことができる点が特徴である。D2Cの形態をとる。

### 拠点
- NOT A HOTEL AOSHIMA（宮崎県宮崎市） - 2022年11月開業
- NOT A HOTEL NASU（栃木県大田原市） - 2022年12月開業
- NOT A HOTEL HIROO（東京都） - 2023年1月開業。NOT A HOTELのオーナー及び会員のみ利用可。
- NOT A HOTEL ASAKUSA（東京都） - 2023年1月開業。NOT A HOTELのオーナー及び会員のみ利用可。
- NOT A HOTEL FUKUOKA（福岡県福岡市） - 2023年11月開業
- NOT A HOTEL KITAKARUIZAWA（群馬県吾妻郡嬬恋村） - 2024年4月開業

開業予定
- NOT A HOTEL MINAKAMI（群馬県利根郡みなかみ町） - 2025年8月開業予定[9]
- NOT A HOTEL ISHIGAKI（沖縄県石垣市） - 2025年6月開業予定[10]
- NOT A HOTEL SETOUCHI（広島県三原市） - 2026年4月開業予定[11]
- NOT A HOTEL TOKYO（千葉県富津市）[12]
- NOT A HOTEL RUSUTSU（北海道虻田郡留寿都村）[12] - 2028年開業予定[13]
- NOT A HOTEL MIURA（神奈川県三浦市）[12]
- NOT A HOTEL KITAKARUIZAWA WELLNESS（群馬県吾妻郡嬬恋村）[12]

## 子会社
- NOT A HOTEL DAO - 暗号資産の所有によりNOT A HOTELに宿泊可能となる「NOT A HOTEL DAO」を運営する[14]。
- NOT A HOTEL MANAGEMENT - ホテルの運営・管理を行う[15]。